# Nam Hồng, Nam Sách
Nam Hồng là một xã thuộc huyện Nam Sách, tỉnh Hải Dương, Việt Nam.

## Địa lý
Xã Nam Hồng là một xã nội đồng của huyện Nam Sách, có vị trí địa lý:
- Phía đông giáp thị trấn Nam Sách
- Phía nam giáp tuyến đường 5B
- Phía bắc giáp xã Nam Trung
- Phía tây giáp xã Hồng Phong.

Xã Nam Hồng có diện tích 3,54 km², dân số năm 2015 là 5.300 người, mật độ dân số đạt 1.497 người/km².

## Hành chính
Xã Nam Hồng được chia thành 3 thôn: Thượng Đáp, Đồn Bối, Đụn.